# Brian K. Vaughan

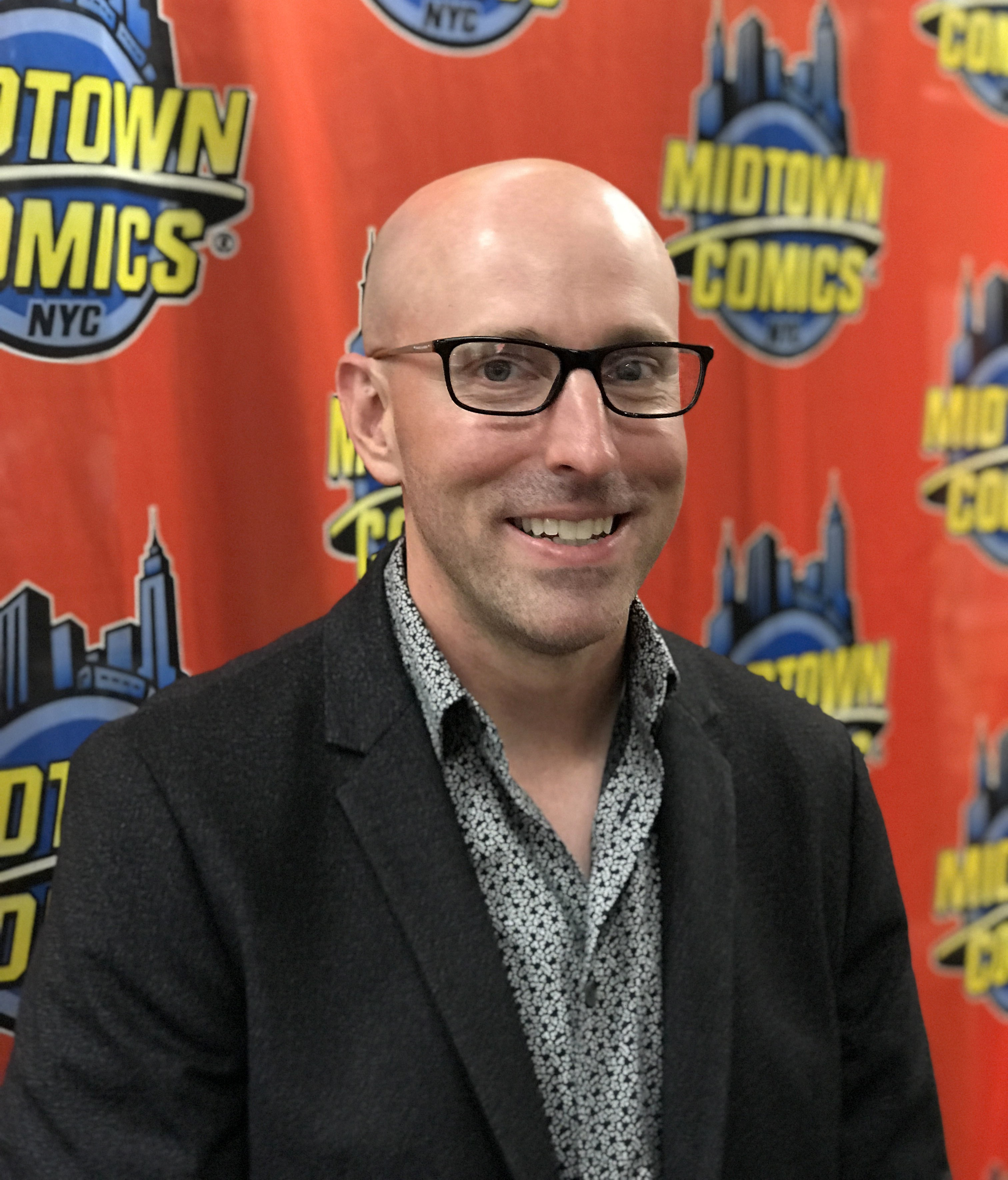
Brian K. Vaughan, 2019

Brian Keller Vaughan (* 17. Juli 1976 in Cleveland, Ohio) ist ein US-amerikanischer Comic- und Fernsehautor, der durch seine Arbeiten für die Verlage Marvel Comics und DC Comics sowie an den Fernsehserien Lost und Under the Dome bekannt geworden ist.

## Leben
Während eines Filmstudiums an der New York University knüpfte Vaughan über einen Workshop Kontakte zur Comic-Industrie und konnte seine ersten Geschichten bei Marvel veröffentlichen. In den folgenden Jahren schrieb er für einige der bekanntesten Serien der Verlage Marvel und DC wie X-Men, Spider-Man, Batman und Green Lantern. Ab dem Jahr 2002 konzentrierte Vaughan sich auf abgeschlossene Geschichten mit eigenen Figuren wie Ex Machina, Y: The Last Man und die Graphic Novel Die Löwen von Bagdad, die auf den DC-Imprints Vertigo und Wildstorm erschienen. Für diese Arbeiten erhielt er in den Folgejahren mehrmals den renommierten Eisner Award.
2006 zog Vaughan nach Los Angeles, um sich geplanten – aber bisher nicht realisierten – Filmadaptionen seiner Comicwerke Ex Machina und Y – The Last Man für New Line Cinema zu widmen. Da der Drehbuchautor und Produzent Damon Lindelof von seinen Veröffentlichungen beeindruckt war, bot sich Vaughan die Chance zur Mitarbeit an der erfolgreichen Fernsehserie Lost. In den Jahren 2007 bis 2009 fungierte er von der dritten bis zur fünften Staffel als Ko-Autor und Ko-Produzent.
2011 wählte Steven Spielberg Brian K. Vaughan aus, den Roman Die Arena von Stephen King als Fernsehserie zu adaptieren. In der ab September 2013 unter dem Originaltitel Under the Dome im deutschsprachigen Raum ausgestrahlten Serie ist Vaughan als Drehbuchautor, Showrunner und Executive Producer tätig. 2012 wandte er sich auch wieder den Comics zu. Für den Independent-Verlag Image Comics schuf er zusammen mit der kanadischen Zeichnerin Fiona Staples die Science-Fiction-Serie Saga, für die er erneut Preise wie den Eisner Award sowie den Hugo Award Best Graphic Story für eine Geschichte in gezeichneter Form erhielt, ebenso 2013 den British Fantasy Award als bester Comic.

## Auszeichnungen
- 2013: Eisner Award für Saga als Best Writer
- 2013: Harvey Award für Saga als Best Writer
- 2014: Eisner Award für Saga als Best Writer
- 2014: Harvey Award für Saga als Best Writer
- 2016: Harvey Award für Saga als Best Writer
- 2017:	Eisner Award für Saga als Best Writer
- 2017:	Rudolph-Dirks-Award für Saga als Bester Künstler Nordamerika – Szenario